# Wanupiapayum
Wanupiapayum (), jedna od skupina Cahuilla šošonaca, koji su živjeli oko Banninga i San Timotea u Kaliforniji. A. L. Kroeber ih naziva i Akavat, što je Serrano naziv za zemlju koju naseljavaju